# Андер Беренечеа
Андер Беренечеа Мугуруза (шп. Ander Barrenetxea Muguruza; Сан Себастијан, 27. децембар 2001) је шпански фудбалер који тренутно наступа за Реал Сосиједад. Игра на позицији нападача.

## Успеси
Реал Сосиједад
- Куп Шпаније (1): 2019/20.[6]

 Шпанија до 19
- Европско првенство до 19 година (1) :  2019.[7]

 Шпанија до 21
- Европско првенство до 21 године:  2023.[8]